# Querelle des femmes
Querelle des femmes, auch Querelle des sexes, bezeichnet einen umfassenden Geschlechterstreit, der von der Renaissance bis zur Französischen Revolution dauerte und darüber hinaus auf ganz Europa wirkte. Der Begriff wurde Ende des 19. Jahrhunderts von der Romanischen Literaturwissenschaft geprägt.

## Wortbedeutung
Die Bedeutung von querelle selbst ist einem historischen Wandel unterworfen. Der Begriff verweist, auch in seiner englischen, spanischen und italienischen Entsprechung quarrel/querela, auf Streitgespräch, Auseinandersetzung, Kontroverse. Hinsichtlich seiner sprachlichen Gestalt ist er mehrdeutig: Querelle des femmes/des sexes (deutsch: Frauen/Geschlechter) kann sowohl Streit der Frauen  beziehungsweise der Geschlechter als auch Streit um die Frauen beziehungsweise um die Geschlechter bedeuten. Frauen können somit sowohl Subjekte als auch Objekte der Debatte sein. Heute wird unter Querelles des Femmes ein umfassender Geschlechterstreit in Wort und Bild verstanden, der sich seit dem 15. bis 18. Jahrhundert mit der sozialen und geistigen Stellung der Frau innerhalb der Gesellschaft befasste.

## Geschichte
Gesichert ist, dass es spätestens seit dem 14. Jahrhundert einen regen Verkehr an Schriften gab, in denen über die Stellung der Frauen und die Geschlechterordnung diskutiert wurde. Ausgehend von einem rein theologischen Bestreben, durch göttliche Ordnung das natürliche Chaos der Geschlechter zu überwinden, eigneten sich zunächst Juristen die Thematik an, um die Rechtsungleichheit von Mann und Frau zu untermauern. Weltliche Gelehrte nahmen den Diskurs schließlich auf und er verbreitete sich langsam im Bewusstsein aller gesellschaftlichen Schichten.
Es blieb ein überwiegend männlicher Diskurs, auch wenn sich zunehmend gelehrte Frauen und Künstlerinnen beteiligten. Gestritten wurde über männliche und weibliche Tugenden, Laster und Fähigkeiten, um Geschlechterhierarchien und darum, ob die männliche Behandlung des weiblichen Geschlechts in der Literatur wie im Alltagsleben angemessen oder verfehlt sei. Die französische Schriftstellerin Christine de Pizan (1364–1429) war die erste Frau, die sich in dieser Frage zu Wort meldete. Um 1404/5 schrieb sie das umfangreiche Werk Le Livre de la Cité des Dames (Das Buch von der Stadt der Frauen) zur Verteidigung der Frauen und als Antwort auf den Rosenroman des Klerikers Jean de Meun (1240–1305), in dem er das misogyne Frauenbild seiner Zeit zusammenfasste. Pizans Schrift gilt als der Beginn der Querelle des femmes. Ein weiteres Beispiel ist die Schrift des Universalgelehrten und Arztes Agrippa von Nettesheim (1486–1535) Von dem Vorzug und der Fürtrefflichkeit des weiblichen Geschlechts vor dem männlichen, in der er sich für die „Gleichheit der Geschlechter“ starkmachte. Im 16. Jahrhundert, seit der Zeit der Regentschaft Elisabeths I., entstanden Texte britischer Frauen, „als Antwort auf misogyne Tiraden geschrieben, zu dem Zweck, diese zu widerlegen“.
In den Salons des 17. Jahrhunderts wurde der Debatte ein Ort gegeben, wo unter der Leitung von Frauen über gesellschaftliche Probleme diskutiert wurde. Dort wurden auch der Cartesianismus mit feministischen Komponenten versehen und verbreitet sowie Konzepte für ein anderes Geschlechterverhältnis erstellt. Die Prägung des Begriffs Preziosität als Lebens-, Empfindungs- und Ausdrucksweise eines vorab weiblichen Salonpublikums spielte sich im Rahmen der laufenden emanzipatorischen Diskussionen ab. Die damit verbundene, teilweise überspitzte Kultiviertheit wurde von Molière in seiner Komödie Les Précieuses ridicules (Die lächerlichen Preziösen) dem Gelächter preisgegeben. Mit dem Aufkommen der Akademien wurde der weibliche Einfluss jedoch gehemmt, da Frauen nicht zugelassen waren und somit der offizielle Ausschluss von Frauen aus der Wissenschaft begann.
François Poullain de La Barre gilt als der erste, der eine philosophische Untermauerung für die Theorie der Gleichheit der Geschlechter entwickelte. In seinem viel rezipierten Werk De l’Egalite des deux Sexes (1673) argumentiert er, dass die männliche Herrschaft nicht naturbedingt, sondern großteils anerzogen sei, und plädiert für eine Verbesserung der Frauenbildung. Seine Schlussfolgerung lautete: „Der Verstand hat kein Geschlecht“.
Eine konsequente Praktikerin der Verbesserung der gesellschaftlichen Stellung der Frauen im frühen 17. Jahrhundert war die englische Adlige Maria Ward, die auf der Basis des versuchten Aufbaus eines Frauenordens Institute zur Ausbildung für Mädchen und junge Frauen in Mitteleuropa gründete. Sie konnte erst von der höchsten kirchlichen Instanz, den Päpsten, blockiert werden, doch setzte sich ihr Werk unter ihren Nachfolgerinnen und mit zunehmender kirchlicher und weltlicher Unterstützung kontinuierlich fort. 1877 erhielten die „Institute der englischen Fräulein“ die päpstliche Anerkennung und 2009 wurde Maria Ward von Papst Benedikt XVI. der Ehrentitel Ehrwürdige Dienerin Gottes zuerkannt.
Die Gegenposition, die auf einem fundamentalen Unterschied der Geschlechter (binäre Geschlechterordnung) und der Nachrangigkeit der Frau beharrte, setzte sich jedoch ab der Französischen Revolution durch, was wiederum ausgehend vom Gleichheitsversprechen der europäischen Aufklärung die Kritik daran zur Folge hatte.
Umstritten ist, ob die heterogenen frühneuzeitlichen Schriften der Querelles des femmes als Feminismus avant la lettre, auch Früh- oder Proto-Feminismus, gelten können. Die Philosophiehistorikerin Elisabeth Gössmann betont die „praktische“ Relevanz der Querelles für die Frauen- und Mädchenbildung, ein Thema, das in der Ersten Frauenbewegung zentral wurde. Gisela Bock zieht das Fazit, dass die Querelles des Femmes breiter gefasst seien als der moderne Feminismus-Begriff, da sie „nicht nur die frauenfreundlichen, sondern auch die frauenfeindlichen Texte einschließt“.